# Wanderbiltiana wawasita
Wanderbiltiana wawasita is een keversoort uit de familie bladkevers (Chrysomelidae). De wetenschappelijke naam van de soort werd in 2004 gepubliceerd door Santiago-Blay, Savini, Furth, Craig & Poinar.